# マシュー・グレイバーズ
マシュー・グレイバーズ（Matthew Grevers, 1985年3月26日 - ）は、アメリカ合衆国イリノイ州レイクフォレスト出身のアメリカ人男子競泳選手。北京・ロンドンの2度のオリンピックで金メダル4個、銀メダル2個を獲得した。

## 経歴

### 2008年北京オリンピック
100m背泳ぎで銀メダルを獲得。予選メンバーとして400mフリーリレーと400mメドレーリレーを泳ぎ、金メダルを獲得。

### 2012年ロンドンオリンピック
100m背泳ぎで金メダルを獲得。決勝メンバーとして400mメドレーリレーを泳ぎ、金メダルを獲得。予選メンバーとして400mリレーを泳ぎ、銀メダルを獲得した。

### 2016年リオデジャネイロオリンピック
選考会でライアン・マーフィーとデビッド・プルマーに次ぐ100m背泳ぎ3位となり、代表になれなかった。リオオリンピックの100m背泳ぎでマーフィーが金メダル、プルマーが銅メダルを獲得した。

## 自己ベスト
- 50m背泳ぎ　24秒53
- 100m背泳ぎ　52秒08
- 200m背泳ぎ　1分57秒24

参照